# Микяшевский сельсовет
Микяшевский сельсовет — муниципальное образование в Давлекановском районе Башкортостана.

## История
Согласно «Закону о границах, статусе и административных центрах муниципальных образований в Республике Башкортостан» имеет статус сельского поселения.
Закон Республики Башкортостан «Об изменениях в административно-территориальном устройстве
Республики Башкортостан, изменениях границ и преобразованиях муниципальных образований в Республике Башкортостан», ст. 1, ч. 169 гласит:

169. Изменить границы Альшеевского района, Ташлинского сельсовета Альшеевского района, Давлекановского района, Микяшевского сельсовета Давлекановского района согласно представленной схематической карте, передав часть территории площадью 1 га Ташлинского сельсовета Альшеевского района в состав территории Микяшевского сельсовета Давлекановского района.
.

## Население
| 2002 | 2009  | 2010  | 2012  | 2013  | 2014 | 2015 |
| ---- | ----- | ----- | ----- | ----- | ---- | ---- |
| 878  | ↗1027 | ↗1040 | ↘1037 | ↘1007 | ↘976 | ↘966 |
| 2016 | 2017  |       |       |       |      |      |
| ↘943 | ↘921  |       |       |       |      |      |

## Состав сельского поселения
| № | Населённый пункт | Тип населённого пункта       | Население |
| - | ---------------- | ---------------------------- | --------- |
| 1 | Микяшево         | село, административный центр | ↗782      |
| 2 | Горчаки          | деревня                      | ↘120      |
| 3 | Ахуново          | деревня                      | ↗72       |
| 4 | Красная Поляна   | деревня                      | ↘66       |